# Марина Абрамович
Марина Абрамович (на сръбски: Марина Абрамовић, на английски: Marina Abramović) е сръбски пърформанс и концептуален творец с американско гражданство.
Нейната работа изследва бодиарта, изкуството на издръжливостта, връзката между изпълнител и публика, границите на тялото и възможностите на ума. Активна повече от четири десетилетия, Абрамович нарича себе си „бабата на пърформанс изкуството“. Тя е пионер в новото понятие за идентичност, като привлича участието на наблюдатели, фокусирайки се върху „изправяне срещу болката, кръвта и физическите граници на тялото“. През 2007 г. основава Институт „Марина Абрамович“ (MAI) – фондация с нестопанска цел за пърформанс изкуство.

## Биография
Абрамович е родена на 30 ноември 1946 г. в Белград, Сърбия, част от тогавашна Югославия. В интервю описва семейството си като „червена буржоазия". Неин прачичо е Варнава, патриарх на Сръбската православна църква. И двамата ѝ родители, родом от Черна гора, са югославски партизани по време на Втората световна война. Баща ѝ Воин Абрамович (известен като Войо) е командир, признат след войната за национален герой, а майка ѝ Даница Росич, майор от армията, е назначена за директор на Музея на революцията и изкуството в Белград в средата на 60-те години. След войната и двамата са наградени с Орден на народните герои и получават позиции в следвоенното правителство на Югославия.
Абрамович е отгледана от баба си и дядо си до 6-годишна възраст. Баба ѝ е дълбоко религиозна и Абрамович прекарва детството си в църквата, следвайки ритуалите на баба си. Когато е на шест, се ражда брат ѝ и тя заживява с родителите си, като същевременно взема уроци по пиано, френски и английски. Въпреки че не взима уроци по изкуство, проявява отрано интерес към него и се радва да рисува като дете.
Марина получава първия си урок по изкуство от баща си на 14 години: това е 30 ноември 1960 г.; след като го моли да ѝ купи бои, той се появява с приятел, който започва да изрязва произволно парче платно, след което, след като го поставя на земята, хвърля лепило, пясък, натрошен камък, битум, различни цветове от жълто до червено, след което, след като поръсва всичко с терпентин, поставя кибрит в центъра на обхваната от пламъци композиция и казва: „Това е залезът“.
Животът в родителския ѝ дом под строгия надзор на майка ѝ е труден. Когато Абрамович е малка, майка ѝ я бие. В интервю, публикувано през 1998 г., тя описва как  „майка пое пълен военен контрол над мен и брат ми. Не ми бе позволено да напускам къщата след 22 часа, докато не бях на 29 години... [Всички] пърформанси в Югославия направих преди 22 часа, защото тогава трябваше да съм вкъщи. Това е пълна лудост, но цялото ми рязане, бичуване, изгаряне, почти загуба на живота ми в „Огнената звезда“ – всичко беше направено преди 22 часа.“ В интервю, публикувано през 2013 г., Абрамович казва: „Майка ми и баща ми имаха ужасен брак.“ Описвайки инцидент, когато баща ѝ разбива 12 чаши за шампанско и напуска къщата, тя казва: „Това бе най-ужасният момент от детството ми.“
От 1965 до 1970 г. учи в Академията за изящни изкуства в Белград. Завършва следдипломното си обучение в художествения клас на Крсто Хегедушич в Академията за изящни изкуства в Загреб, Хърватия през 1972 г. След това се завръща в Сърбия и от 1973 до 1975 г. преподава в Академията за изящни изкуства в Нови Сад, докато стартира първите си соло пърформанси.
През 1974 г. става известна и в Италия, където представя пърформанса си Ритъм 4, изложен в Галерия „Диаграма“ в Милано.
През 1976 г., след 5-годишния си брака със сръбския художник Неша Парипович, заминава за Амстердам, за да направи пърформанс и след това решава да се премести там за постоянно. През същата година започва сътрудничество и интимна връзка, продължила до 1988 г., с немския творец Улай. 
От 1990 до 1995 г. е гост-преподавател в Академията за изящни изкуства в Париж и в Берлинския художествен университет. От 1992 до 1996 г. е гост-преподавател в Университета по изящни изкуства в Хамбург, а от 1997 до 2004 г. е преподавател по пърформанс изкуство в Университета по изящни изкуства в Брауншвайг.
През 1997 г. печели Златен лъв на Биеналето във Венеция със своя пърформанс „Балкански барок“.
След 12 години на интимна връзка и творческо партньорство Абрамович и Улай решават да се разделят и да отбележат края на връзката си с едно последно представление – „Изминаването на Великата китайска стена“: двамата вървят по част от Великата китайска стена, започвайки от противоположните краища, за да се срещнат на половината път и да се сбогуват. Следват години на враждебност и съдебни битки относно авторските права върху художествената продукция: Улай осъжда Марина за това, че независимо е продавала произведения, принадлежащи и на двамата. През септември 2016 г. съдията принуждава Марина да плати 250 000 евро на бившия си партньор за нарушаване на договор, подписан през 1999 г., който регламентира използването на произведенията, създадени заедно между 1976 и 1988 г. Те се сближават през 2020 г., малко преди смъртта на Улай, по време на пърформанс на Марина в MoMa в Ню Йорк.

## Пърформанси

### Ритъм 10, 1973 г.
В първия си пърформанс, който Абрамович прави в Единбург, тя изследва елементи на ритуала и жеста. Използвайки двадесет ножа и два магнетофона, тя играе руската игра с нож, в която ритмични удари с нож се насочват между разперените пръсти на ръката ѝ. Всеки път, когато се порязва, тя взема нов нож от редицата от двадесет, които е подготвила, и записва операцията. След като се порязва двадесет пъти, тя пуска отново касетата, слуша звуците и се опитва да повтори същите движения, опитвайки се да възпроизведе грешките, сливайки минало и настояще. Абрамович се заема да изследва физическите и психическите ограничения на тялото – болката и звуците от пробождането; двойните звуци от историята и повторението. С това парче тя започва да взима предвид състоянието на съзнанието на изпълнителя. „След като влезеш в състояние на производителност, можеш да накараш тялото си да прави неща, които никога не бих могъл да правиш нормално.“

### Ритъм 5, 1974 г.
Числото "5" в заглавието се отнася до петолъчката. Две звезди са направени с дървени дъски, поставени една в друга. С тази творба Абрамович се опитва да предизвика енергията, произведена от болката, като в случая използва голяма звезда, напоена с масло, която запалва в началото на пърформанса. Оставайки извън звездата, тя започва да реже косата и ноктите на ръцете и краката си. След като всяка от операциите приключва, тя започва да хвърля отразяното в пламъците, като всеки път създава експлозия от светлина. Изгаряйки комунистическата петолъчка, Абрамович иска да представи концепцията за физическо и психическо пречистване, като същевременно се позовава на политическата принадлежност на своето минало.
В последния акт на пречистване тя скача през пламъците, насочвайки се в центъра на петолъчката. Поради светлината и дима, излъчващи се от огъня, наблюдателите не осъзнават, че тя е загубила съзнание поради липсата на кислород. Някои разбират какво се е случило едва когато пламъците се приближават съвсем близо до тялото ѝ. Лекар и зрители се намесват, за да я извадят. По-късно Абрамович коментира това преживяване: „Бях много ядосана, защото разбрах, че има физическо ограничение: когато загубиш съзнание, не можеш да присъстваш; не можеш да изпълняваш.“

### Ритъм 2, 1974 г.
Подтикната от загубата на съзнание по време на Ритъм 5, Абрамович измисля Ритъм 2 от две части, за да включи състояние на безсъзнание в пърформанс. Тя изпълнява работата си в Галерията за съвременно изкуство в Загреб през 1974 г. В част I, която е с продължителност 50 минути, тя поглъща лекарство, което описва като „давано на пациенти, страдащи от кататония, за да ги принуди да променят позициите на телата си“. Лекарството кара мускулите ѝ да се свиват силно и тя губи пълен контрол над тялото си, като същевременно остава наясно какво се случва. След десетминутна пауза тя взима второ лекарство, което „дават на пациенти с шизофрения и разстройства на агресивно поведение, за да ги успокои“. Пърформансът приключва след пет часа, когато ефектът на лекарството преминава.

### Ритъм 4, 1974 г.
Ритъм 4 е представен в Галерия „Диафрагма“ в Милано. Абрамович коленичи сама и гола в стая с индустриален вентилатор с висока мощност. Тя се приближава бавно до вентилатора, опитвайки се да вдиша колкото се може повече въздух, за да разшири дробовете си. Скоро след това губи съзнание.
Предишният опит на Абрамович в Ритъм 5, когато публиката се намесва в изпълнението, я кара да измисли конкретни планове, така че загубата на съзнание да не прекъсне изпълнението, преди да е приключило. Преди началото на изпълнението си тя моли оператора да се фокусира само върху лицето ѝ, без да обръща внимание на вентилатора. Това е с цел публиката да не забележи състоянието ѝ на безсъзнание и следователно е малко вероятно да се намеси. По ирония на съдбата, след няколко минути на безсъзнание, операторът отказва да продължи и вика помощ.

### Ритъм 0, 1974 г.
За да тества границите на връзката между изпълнител и публика, Абрамович разработва един от най-предизвикателните си и най-известни пърформанси. Той се състои в Студио „Мора“ в Неапол. Тя придава на себе си пасивна роля, а публиката е силата, която ще действа върху нея. Поставя на масата 72 предмета, които хората могат да използват по всякакъв начин; табела ги информира, че те не носят отговорност за нито едно от действията си. Някои от предметите могат да доставят удоволствие, докато други могат да бъдат използвани, за да ѝ причинят болка или да я наранят. Сред тях има роза, перо, мед, камшик, зехтин, ножица, скалпел, пистолет и куршум. На зрителите е казано, че за период от шест часа тя ще остане пасивна и безволева и те ще могат свободно да използват тези инструменти. Този тест е наложен в предварително установено време съгласно стратегия на Джон Кейдж, възприета от много други изпълнители с цел да се даде начало и край на нелинейно събитие.
В продължение на шест часа тя позволява на зрителите да манипулират тялото и действията ѝ без последици. Това тества колко уязвими и агресивни могат да бъдат хората, когато действията нямат социални последици. В началото публиката не прави много и е изключително пасивна. Когато обаче започва да осъзнава, че действията ѝ нямат ограничение, играта загрубява: всичките ѝ дрехи са разкъсани с бръснарски ножчета; на четвъртия час същите бръснарски ножчета са използвани за разрязване на кожата ѝ и смучат кръвта ѝ. Обществото разбира, че тази жена няма да направи нищо, за да се защити и е вероятно да бъде изнасилена. След това сред публиката се образува група за защита и когато в ръката ѝ е поставен зареден пистолет и пръстът ѝ е поставен на спусъка, избухва сбиване между групата на подстрекателите и тази на защитниците. До края на представлението тялото ѝ е съблечено, атакувано и обезценено в образ, който Абрамович описва като „Мадона, майка и курва“. Както тя казва по-късно: „Това, което научих, беше това... ако го оставиш на публиката, те могат да те убият... Чувствах се наистина малтретирана: разрязаха дрехите ми, забиха шипове в стомаха ми, един насочи пистолета към главата ми, а друг го отне. Създаваше се агресивна атмосфера. След точно 6 часа, както бе планирано, се изправих и тръгнах към публиката. Всички избягаха, за да избягат от истинска конфронтация." Поставяйки тялото си в позиция да бъде наранено, дори до смърт, Абрамович създава много сериозна художествена творба: „Изправяне пред страховете си във връзка със собственото си тяло“.
В творбите си Абрамович утвърждава своята идентичност чрез гледната точка на другите, но по-важното е, че чрез смяна на ролите на всеки играч идентичността и природата на човечеството като цяло се разкриват и демонстрират. По този начин индивидуалното преживяване се превръща в колективно и създава силно послание. Изкуството ѝ също представлява обективирането на женското тяло, тъй като тя остава неподвижна и позволява на зрителите да правят каквото си искат с нейното тяло; публиката прекрачва границите на това, което човек би сметнал за приемливо. Като представя тялото си като обект, тя изследва елементите на опасност и физическо изтощение.

### Сътрудничество с Улай
През 1976 г., след като се премества в Амстердам, Абрамович среща западногерманския пърформанс артист Улай (Уве Лайзипен). Те започват да съжителстват и да изпълняват заедно. Когато двамата започват сътрудничеството си, основните понятия, които изследват, са егото и артистичната идентичност. Те създават „творби за връзка“, характеризиращи се с постоянно движение, промяна, процес и „арт виталитет“. Това е началото на десетилетие на влиятелна съвместна работа. Всеки изпълнител се интересува от традициите на своето културно наследство и желанието на индивида за ритуал. Следователно те решават да формират колективно същество, наречено „Другият“, и говорят за себе си като за части от „двуглаво тяло“. Те се обличат и държат като близнаци и създават отношения на пълно доверие. Тъй като те дефинират тази фантомна идентичност, индивидуалните им идентичности стават по-малко достъпни. В анализ на фантомните артистични идентичности Чарлз Грийн отбелязва, че това позволява по-задълбочено разбиране на твореца като изпълнител, тъй като разкрива начин „артистичното аз да бъде предоставено за самопроверка“.
Работата на Абрамович и Улай тества физическите граници на тялото и изследва мъжките и женските принципи, психическата енергия, трансценденталната медитация и несловесно общуване. Докато някои критици изследват идеята за хермафродитно състояние на съществуване като феминистко изявление, самата Абрамович отрича да смята това за съзнателна концепция. Нейните изследвания на тялото, настоява тя, винаги са се занимавали предимно с тялото като единица на индивида, тенденция, която тя проследява във военното минало на родителите си. Вместо да се занимават с джендър идеологии, Абрамович/Улай изследват екстремни състояния на съзнанието и връзката им с архитектурното пространство. Те създават поредица от творби, в които телата им създават допълнителни пространства за взаимодействие с публиката. При обсъждането на тази фаза от нейната история на изпълнение, тя казва: „Основният проблем в тази връзка бе какво да правя с егото на двамата творци. Трябваше да намеря как да намаля егото си, както и той, за да създам нещо като хермафродитно състояние на съществуване, което нарекохме аз на смъртта.“

#### Връзка в пространството, 1976
Те се сблъскват многократно един с друг в продължение на един час – смесвайки мъжката и женската енергия в третия компонент, наречен „това его“.

#### Връзка в движение, 1977 г.
Двойката кара колата си в музей за 365 обиколки; черна течност изтича от колата, образувайки нещо като скулптура, като всяка обиколка представлява една година. (След 365 обиколки идеята е, че те влизат в Новото хилядолетие.)

#### Връзка във времето, 1977 г.
Двамата седят гръб до гръб, вързани за конските си опашки в продължение на шестнадесет часа. След това позволяват на публиката да влезе в стаята, за да види дали могат да използват енергията на публиката, за да надскочат границите си още повече.

#### Вдишвайки/Издишвайки, 1977 и 1978 г.
За да създадат пърформанса, Улай и Абрамович създават произведение, в което свързват устата си и поемат издишванията си, докато изразходват целия си наличен кислород. Деветнадесет минути след началото на представлението те се отдръпват един от друг, дробовете им са пълни с въглероден диоксид. Това лично произведение изследва идеята за способността на индивида да поглъща живота на друг човек, като го разменя и унищожава.

#### Imponderabilia,1977 и 2010 г.
В пърформанса в Галерията за модерно изкуство в Болоня двамата стоят голи от двете страни на тясна врата, която позволява влизане в галерията. Всеки, който иска да влезе, е принуден да мине между телата им, решавайки с неудобство дали да се обърне към страната на мъжкото голота или към това на женското голота.

#### AAA-AA,1978 г.
Двамата стоят един срещу друг и издават дълги звуци с отворена уста. Те постепенно се приближават все по-близо и по-близо, докато накрая започват да крещят директно един на друг. Това парче демонстрира техния интерес към издръжливостта и продължителността.

#### Енергия на почивката, 1980 г.
На художествена изложба в Дъблин двамата се балансират от противоположните страни на опънат лък и стрела, като стрелата е насочена към сърцето на Абрамович. Без почти никакви усилия Улай би могъл лесно да я убие. Това изглежда символизира господството на мъжете и какъв вид надмощие имат в обществото над жените. Освен това дръжката на лъка се държи от Абрамович и е насочена към себе си. Дръжката на лъка е най-важната част от лъка. Било съвсем различно, ако Улай се прицели с лъка в нея, но я кара да държи лъка, сякаш тя го подкрепя, докато отнема живота ѝ.

#### Прекосяване на нощното море, 1981 – 1987 г.
Включва 22 пърформанса. Седят мълчаливо един срещу друг на столове по седем часа на ден.

#### Град на ангелите, 1983 г.
Това е експериментално видео на Марина Абрамович и Улай, продуцирано от Майкъл Лауб за белгийската телевизия. Действието се развива в град Аютая в Тайланд и включва само тайландски изпълнители, няма дикторски текст извън екрана и звукът е изключително на тайски език. Цели да представи красотата на мястото и неговите руини, датиращи от 18 век.

#### Прекосяването на Великата китайска стена, 1988 г.
През 1988 г., след няколко години на обтегнати отношения, Абрамович и Улай решават да направят духовно пътешествие, което ще сложи край на връзката им. Всеки от тях върви по Великата китайска стена, в част, наречена Влюбени, започвайки от двата срещуположни края и срещайки се в средата. Както го описа Абрамович: „Тази разходка се превърна в пълна лична драма. Улай започна от пустинята Гоби, а аз от Жълто море. След като всеки от нас измина 2500 км, срещнахме се по средата и се сбогувахме.“ Тя казва, че е измислила тази разходка в съня си и осигурява това, което смята за подходящ, романтичен завършек на връзка, пълна с мистика, енергия, и привличане. По-късно тя описва процеса: „Имахме нужда от определена форма на край, след това огромно разстояние, вървейки един към друг. Това е много човешко. По някакъв начин е по-драматично, по-скоро като филмов край... Защото в крайна сметка си наистин сам, каквото и да правиш.“ Тя съобщава, че по време на разходката си е преосмисляла връзката си с физическия свят и природата. Тя чувства, че металите в земята влияят на настроението и състоянието ѝ; тя също така размишлява върху китайските митове, в които Великата стена е описана като „дракон на енергията“. На двойката са ѝ нужни осем години, за да получи разрешение от китайското правителство за извършване на пърформанса, като по това време връзката им е напълно прекратена.

### Изкуството трябва да е красиво, 1975 г.
По време на този пърформанс Абрамович разресва косата си в продължение на един час с метална четка в дясната си ръка и едновременно с това сресва косата си с метален гребен в лявата, като непрекъснато повтаря „Изкуството трябва да е красиво, художникът трябва да е красив“, докато белязва лицето си и кара кожата си да кърви.

### Томас Липс, 1975 г.
В това представление Абрамович изследва физическите граници на собственото си тяло до краен предел и чрез поредица от действия дори ги преодолява. Започва с изяждане на килограм мед със сребърна лъжица, продължава с изпиване на литър бяло вино и със счупване на чашата със собствената си ръка. Малко по малко действието става по-насилствено и кулминира в актове на самонараняване, като например гравирането на петолъчка, която Абрамович прави с бръснач върху собствения си корем: това е много насилствено и грубо изображение, което става истинска икона на пърформанс изкуството. Позовавайки се на различни теми, специфични за християнската вяра и ритуали на пречистване и самонаказание, тя се бичува и лежи на кръст, направен от ледени блокове, и докато струя горещ въздух, насочена към корема ѝ, кара гравираната звезда да кърви, останалата част от тялото започва да замръзва. Зрителите, които не могат да останат пасивни пред подобна визия, се намесват, като насилствено я изваждат от замръзналото състояние. Спектакълът се превръща в диалог – пряка връзка на действие и реакция, между изпълнителя и зрителя, който не може да остане неактивен, докато наблюдава действието от първа ръка и следователно е психологически принуден да реагира. Реакцията на зрителя става обект на изпълнение.

### Освобождаване на тялото, 1976 г.
Абрамович увива главата си с черен шал и започва да се движи в ритъма на африкански барабан, танцувайки, докато се изтощи напълно и падне на земята, в продължение на  осем часа.

### Освобождаване на паметта, 1976 г.
Тя остава седнала с отметната назад глава, докато произнася всички думи, които си спомня: тя говори основно сърбохърватски, но също така английски и нидерландски. Като произнася всички думи, съхранявани в съзнанието ѝ, тя се опитва да се освободи от усвоения език, разбиран като комуникативна конвенция.

### Освобождаване на гласа, 1976 г.
Отново по време на този пърформанс Абрамович лежи по гръб с отметната назад глава, така че лицето ѝ да се вижда перфектно от публиката, отваря широко устата си и започва да издава единичен беззвучен звук. Първоначално изглежда като вик за помощ, след което става по-интровертен и впоследствие неконтролируем. Смисълът на представлението се крие в инстинктивния отговор на публиката на вика: реакцията на зрителя се превръща в самото представление. След това гласът ѝ заглъхва, преминава в тежко дишане и накрая замира. Тялото е изпразнено и унищожението на тялото следва това на ума. Самата Марина Абрамович в интервю, свързано с тази работа, казва: „Когато крещиш така, без прекъсване, първо разпознаваш звука на собствения си глас, но по-късно, когато се придвижиш до собствените си граници, гласът ти става чист звук обект“.
Освобождаване на тялото, освобождаване на паметта и освобождаване на гласа са поредица от представления, в които Марина Абрамович се стреми да пречисти тялото и ума си и да изпадне в състояние на безсъзнание; след това в първия тя движи тялото си непрестанно, докато не рухне на земята; във втория си спомня думи от паметта си, докато вече не си спомня нищо, а в третия крещи, докато изгуби гласа си.

### Драконови глави, 1990 г.
Седнала неподвижно на стол, заобиколена от кръг от ледени блокове, по тялото ѝ се движат пет питона, дълги 2, 3 и 4 метра, лишени от храна през двете седмици преди изпълнението.

### Почистване на огледалото, 1995 г.
Състои се от пет монитора, възпроизвеждащи кадри, в които Абрамович търка мръсен човешки скелет в скута си. Тя енергично изчетква различните части на скелета със сапунена вода. Всеки монитор е посветен на една част от скелета: главата, таза, ребрата, ръцете и краката. Всеки видеоклип е заснет със собствен звук, създавайки припокриване. Тъй като скелетът става по-чист, Абрамович се покрива със сивкавата мръсотия, която някога е покривала скелета. Това тричасово представление е изпълнено с метафори на тибетските ритуали на смъртта, които подготвят учениците да станат едно със собствената си смъртност. Парчето се състои от серия от три части. Почистване на огледалото #1 е извършено в Музея за модерно изкуство в Ню Йорк в продължение на три часа. Почистване на огледалото #2 се състои от 90 минути, извършено в Оксфордския университет. Почистването на огледалото #3 е извършено в Музей „Пит Ривърс“ в Оксфорд в продължение на пет часа.

### Духовно готвене, 1977 г.
Абрамович работи с Джейкъб Самуел, за да създаде готварска книга с „рецепти за афродизиак“, наречена Spirit Cooking през 1996 г. Тези „рецепти“ са предназначени да бъдат „евокативни инструкции за действия или за мисли“. Например една от рецептите изисква „13 000 грама ревност“, докато друга казва „смесете прясна кърма с прясна сперма“. Работата е вдъхновена от популярното вярване, че призраците се хранят с нематериални неща като светлина, звук и емоции.
През 1997 г. Абрамович създава мултимедийна инсталация Spirit Cooking . Тя първоначално е инсталирана в Zerynthia Associazione per l'Arte Contemporanea в Рим, Италия и включва белите стени на галерията с „енигматично насилствени инструкции за рецепти“, боядисани в свинска кръв. Според Alexxa Gotthardt произведението е „коментар за зависимостта на човечеството от ритуала, за да организираме и легитимираме живота си и да съдържаме телата си“.
Пърформансът по-късно вдъхновява едноименната книга с предполагаеми рецепти за афродизиак и некромантия, които включват използването на части от необичайни мъртви животни, като семенна течност и свинска кръв.

### Балкански барок, 1997 г.
В този пърформанс във Венеция Абрамович енергично търка хиляди окървавени кравешки кости за период от четири дни, във връзка с етническото прочистване, извършено на Балканите през 90-те години. Този първорманс ѝ носи наградата „Златен лъв“ на Биеналето на Венеция.
Абрамович създава пърформанса като отговор на войната в Босна. Тя си спомня как други творци реагират незабавно, създават творби и протестираха срещу ефектите и ужасите на войната. Тя не може да накара себе си да започне работа по въпроса толкова скоро, тъй като е твърде близо до дома за нея. В крайна сметка тя се завръща в Белград, където интервюира майка си, баща си и ловец на плъхове. След това тя включва тези интервюта в своя материал, както и клипове на ръцете на баща си, баща ѝ, държащ пистолет, и майка ѝ, показваща празни и кръстосани ръце. Абрамович е облечена като лекарка, която разказва историята на ловеца на плъхове. Докато това се случва, тя седи сред голяма купчина кости и се опитва да ги измие.
Абрамович си спомня за червеите, излизащи от костите, и ужасната миризма, тъй като във Венеция е изключително горещо през лятото. Тя обяснява, че идеята костите да се изчистят, опитвайки се да се премахне кръвта, е невъзможна. Това, което Абрамович се опитва да изтъкне, е, че кръвта не може да се измие от костите и ръцете, както войната не може да бъде изчистена от срама. Тя иска да позволи на образите от пърформанса да говорят не само за войната в Босна, но и за всяка война, навсякъде по света.

### Героят, 2001 г.
Пърформанс и видео в черно и бяло с времетраене 14 мин. и 21 сек. Творбата е посветена на баща ѝ – войник, който се бие срещу нацистите през Втората световна война, който загива в същата година на пърформанса. Абрамович седи безизразна на бял кон, държейки бяло знаме, което се движи с вятъра. Женски глас пее югославския национален химн на заден план. Видеото е черно-бяло, за да подчертае спомена за миналото. Бялото знаме във военен контекст е символ на капитулация и край на военните действия, белият кон също се отнася до концепцията за мир, освен това в този случай тя припомня епизод, който се е случил с родителите ѝ по време на войната.

### Мамбо в Мариенбад, 2001 г.
Пърформансът е в павилиона „Шарко“ на бившата психиатрична болница във Волтера. Спектакълът носи името си от известния филм на Ален Рене. Преживяването започва, когато зрителите обуят привидно нормални черни обувки. Те обаче крият интригуваща тайна: те са оборудвани с магнити, които ограничават движението, което прави стъпката тежка и некоординирана. Докато публиката върви по коридора, тя изживява отново усещането за непохватност и липса на координация, което може да се свърже с лудост, създавайки висцерално потапящо изживяване. Дългият коридор служи като лабиринтна пътека и докато зрителите се опитват да напреднат към светлото, открито пространство в края на коридора, те трябва да напуснат полуразрушените странични стаи. В тези странични стаи изпълнители със странни шапки шепнат фрази, взети от писма с отказана кореспонденция, никога недоставени писма. Това допълнение създава сюрреалистична атмосфера, припомня спомени от едно бурно минало и помага да се направи изживяването още по-привлекателно за публиката. Докато зрителите се влачат към голямата, светла стая в края на коридора, те са посрещнати с оживено „италианско мамбо“, носещо се във въздуха. Тук Абрамович, в ефектна червена рокля, танцува с изключителна непохватност, липса на координация и дисбаланс. Това създава забележителен контраст между лекотата на музиката и тежестта на тялото й, предлагайки изкривена визия за нормалност, припомняйки подвизите на „лудите“ пациенти от миналото.

### Седем лесни парчета, 2005 г.
В началото на 9 ноември 2005 г. Абрамович представя Седем лесни парчета в музея Гугенхайм в Ню Йорк. В седем последователни нощи в продължение на седем часа тя пресъздава произведения на петима творци, изпълнени за първи път през 60-те и 70-те г. на 20 век, в допълнение към повторното изпълнение на собствения си пърформанс Томас Липс и въвеждането на нов пърформанс през последната вечер. Пърформансите са тежки, изискват както физическа, така и умствена концентрация на изпълнителката. В изпълненията на Абрамович са включени възпроизвеждания на „The Conditioning“ на Джина Пане, която изисква лежане върху рамка на легло, окачена върху решетка от запалени свещи, и на пърформанса на Вито Акончи от 1972 г., в който той мастурбира под дъските на пода на галерия като посетителите ходят отгоре. Твърди се, че Абрамович е изпълнила отново тези произведения като поредица от почит към миналото, въпреки че много от изпълненията са били променени от техните оригинали. Всичките седем пърформанса са посветени на покойната ѝ приятелка Сюзън Зонтаг. Те включватː
- Телесно налягане на Брус Науман (1974)
- Леха на Вито Акончи (1972)
- Екшън панталони: генитална паника на Вали Експорт (1969)
- The Conditioning на Джина Пане (1973)
- Как да обясняваме снимки на мъртъв заек на Йозеф Бойс (1965)
- Томас Липс на Абрамович (1975)
- Влизането в другата страна на Абрамович (2005)

### Художникът присъства, март – май 2010 г.
От 14 март до 31 май 2010 г. Музеят за модерно изкуство в Ню Йорк провежда голяма ретроспекция и представяне на работата на Марина Абрамович – най-голямата изложба на пърформанс изкуство в историята на музея, курирана от Клаус Бизенбах. Бизенбах предоставя и заглавието на пърформанса, което се позовава на факта, че по време на целия пърформанс „художничката ще бъде точно там, в галерията или музея“. Пърформансът продължава 736 часа и 30 минути и се смята за едно от най-дългите пърформанси в историята на музея. 
Абрамович седи на стол пред маса в правоъгълник, начертан с лента на пода на атриума на втория етаж на MoMA; театралните светлини блестят върху нея. Абрамович, седяща неподвижна по осем часа на ден в продължение на около три месеца, гледа посетителите, поканени да седнат на стола срещу нея, докато тя поддържа зрителен контакт с тях. Те почват да се тълпят в атриума в рамките на няколко дни след откриването на шоуто, като някои се събират всяка сутрин преди отварянето на изложбата, за да търсят по-предпочитано място в опашката, за да седнат с Абрамович. Повечето посетители седят с нея по пет минути или по-малко, а няколко – по цял ден. Те са помолени да не я докосват или да говорят с нея.  Абрамович седи срещу 1545 души, включително Клаус Бизенбах, Джеймс Франко, Лу Рийд, Алън Рикман, Джемайма Кърк, Дженифър Карпентър и Бьорк. 
Във Фейсбук е създадена група за подкрепа на „седящите“ на име „Да седиш с Марина“, както и блогът „Марина Абрамович ме разплака“. Италианският фотограф Марко Анели прави портрети на всеки човек, седнал срещу Абрамович, които са публикувани във Flickr, събрани в книга и включени в изложба в Галерия „Данцигер“ в Ню Йорк.
На него неочаквано се появява бившият ѝ партньор Улай, отношенията с когото преди това са бурни поради поредица от спорове за авторството на някои произведения. Неговото присъствие дава живот на един запомнящ се и интензивен момент на сближаване между двамата. Въпреки че са се срещнали и са разговаряли сутринта на откриването, Абрамович има дълбока емоционална реакция към Улай, протяга ръце към него през масата между тях. Видеото от събитието стана доста известно.
Абрамович завършва пърформанса, като се изплъзва от стола, на който седи, и става пред аплодиращата тълпа. 
Тя казва, че шоуто е променило живота ѝ „напълно – всеки възможен елемент, всяка физическа емоция“. След като Лейди Гага вижда шоуто и го разгласява, Абрамович намира нова публика: „Така че децата от 12 и 14 години до около 18 часа – публиката, която обикновено не ходи в музея, на която не ѝ пука за пърформанс изкуството или дори не знае какво е, започна да идва заради Лейди Гага. И те видяха шоуто и след това започнаха да се връщат. И така получавам изцяло нова публика.“
През септември 2011 г. версия на видео игра на изпълнението на Абрамович е пусната от Pippin Barr. Пърформансът вдъхновява австралийската писателка Хедър Роуз да напише „Музеят на модерната любов“  и впоследствие тя пуска американското издание на книгата в Музея за модерно изкуство през 2018 г.
Пърформансът, чиято подготовка е предмет на едноименния документален филм на Матю Ейкърс, издаден през 2012 г., е темата на публикацията Portraits in Presence of Marina Abramović, където италианският фотограф Марко Анели заснема 1545 портрета със силно емоционално въздействие на публиката върху Абрамович. 

### Методът на Абрамович, 2012 г.
Пърформансът се състоя в Павилиона за съвременно изкуство на ул. „Палестро“ в Милано. Ражда се от размисъл, който Абраович развива, като се започне от последните ѝ три пърформанса: Къщата с изглед към океана (2002), Седем лесни парчета (2005) и Художникът присъства (2010) – преживявания, които дълбоко белязват начина ѝ на възприемане на творчеството ѝ спрямо публиката. Публиката, ръководена и мотивирана от нея, е приканена да изживее и да експериментира с нейните „интерактивни инсталации“. Произведенията, с които публиката може да взаимодейства, докато е права, седнала или легнала, са направени с минерали и дърво . Пърформансът е съставен от тъмнина и светлина, отсъствие и присъствие, променени пространствено-времеви възприятия. Той се състои в навлизане в света на тишината, далеч от шума, оставане насаме със себе си и дистанциране от реалността за няколко часа. Лейди Гага участва в тази инициатива, публикувайки видео от пърформанса.

## Друго
През 2009 г. Марина Абрамович участва в документалния филм на Киара Клементе „Нашите градски мечти“ и в книга със същото име. Тя също е обект на независим документален филм, озаглавен „Марина Абрамович: Художникът присъства“, който се основава на нейния живот и представяне в нейната ретроспекция „Художникът присъства“ в Музея за модерно изкуство в Ню Йорк през 2010 г. Филмът е излъчен в Съединените щати по Хоум Бокс Офис и печели наградата Пийбоди през 2012 г.
През януари 2011 г. Абрамович е на корицата на сръбския брой на сп. „Ел“. 
Научнофантастичният роман на Ким Стенли Робинсън 2312 споменава стил на пърформанс изкуството, известен като „Абрамович".
Световна премиера на инсталация на Абрамович е представена в парка „Тринити Белудс“ в Торонто като част от Фестивал „Луминато“ през юни 2013 г. 
Абрамович също е съавтор, заедно с Робърт Уилсън, на театралната постановка „Животът и смъртта на Марина Абрамович“, чиято северноамериканска премиера е на фестивала и в Парк Авеню Армори в Ню Йорк през декември.
През 2007 г. Абрамович основава Институт „Марина Абрамович“ (MAI) – фондация с нестопанска цел за пърформанс изкуство, в пространство от 33 000 квадратни фута в Хъдсън, Ню Йорк. Тя също така основава пърформанс институт в Сан Франциско.
Тя е патрон на базираната в Лондон благотворителна и художествена асоциация Live Art Development Agency.
През юни 2014 г. представя ново произведение в Серпентиновата галерия в Лондон, наречено 512 часа. В Generator, изложено в Галерия „Шон Кели“ (6 декември 2014 г.), участниците са със завързани очи и носят шумоизолиращи устройства в изследване на нищото.
В чест на 70-ия си рожден ден на 30 ноември 2016 г. тя организира в музея „Гугенхайм“ в Ню Йорк (11 г. след предишното си събитие там) парти за рождения си ден, озаглавено „Марина 70“. Първата част от вечерта, озаглавена „Мълчание“, продължава 70 минути и завърши с удар на гонг от нея. След това идва по-конвенционалната бвтора част: „Развлечение“, по време на която Абрамович се качва на сцената, за да произнесе реч, преди да види как английският певец и визуален артист АНОХНИ изпълнява песента „My Way“.
През март 2015 г. държи лекция на TED, озаглавена „Изкуство, създадено от доверие, уязвимост и връзка“.
През 2019 г. хумористичното документално шоу Documentary Now! на американската телевизия IFC пародира делото на Абрамович и документалния филм „Марина Абрамович: Художникът присъства“. В епизода, озаглавен „В очакване на художника“, участват Кейт Бланшет като Изабела Барта (Абрамович) и Фред Армисен като Димо (Улай).
Първоначално планирана за откриване на 26 септември 2020 г., нейната първа голяма изложба в Обединеното кралство в Кралската академия на изкуствата е пренасрочена за есента на 2021 г. поради пандемията от COVID-19. Според Академията изложбата ще „събере произведения, обхващащи нейната 50-годишна кариера, заедно с нови творби, замислени специално за тези галерии. Тъй като Абрамович наближава средата на 70-те си години, новата ѝ работа отразява промените в тялото на художничката и изследва нейното възприемане на прехода между живота и смъртта.“
През 2021 г. тя открива паметника „Кристалната стена на плача“ в Мемориалният център на Холокоста „Бабин Яр“.
През септември 2023 г. тя е първата жена от 255 години, поканена да даде самостоятелна изложба в главните галерии на Кралската академия по изкуствата в Лондон.Изложбата продължава до 1 януари 2024 г.
Абрамович режисира сегмента Balkan Erotic Epic в Destricted – компилация от еротични филми, направени през 2006 г. През 2008 г. тя режисира сегмента Dangerous Games в друга филмова компилация Stories on Human Rights. Тя също участва в петминутен късометражен филм Antony and the Johnsons: Cut the World.

## Институт „Марина Абрамович“
Институтът „Марина Абрамович“ (MAI) е организация за пърформанс изкуство с фокус върху пърформанса, пърформанси за издръжливост и използването на „Метода на Абрамович“.
В ранните си фази му е предложено многофункционално музейно пространство в Хъдсън, Ню Йорк. Абрамович купува мястото за института през 2007 г. Разположена в Хъдсън, Ню Йорк, сградата е построена през 1933 г. и е била използвана като театър и обществен тенис център. Сградата трябва да бъде реновирана по проект на Рем Колхас и Shohei Shigematsu от OMA. Ранната фаза на проектиране на този проект  финансирана от кампания на американската корпорация „Кикстартър“. Кампанията е финансирана от повече от 4000 сътрудници, включително Лейди Гага и Джей Зи. Строителният проект е отменен през октомври 2017 г. поради високата цена.
Институтът продължава да работи като пътуваща организация. Той си партнира с много институции и художници в международен план, пътувайки до Бразилия, Гърция и Турция.

## Сътрудничества
Като млада тя работи като изпълнителка в едно от представленията на Херман Нич, които са част от Виенския акционизъм.
Поддържа приятелство с актьора Джеймс Франко, който я интервюира за в. „Уол Стрийт“ през 2009 г. Франко я посещава по време на „Художникът присъства“ през 2010 г. и двамата също присъстват заедно на Мет Гала през 2012 г.
През юли 2013 г. Абрамович работи с Лейди Гага по третия албум на поп певицата Artpop. Работата на Гага с Абрамович, както и с художниците Джеф Кунс и Робърт Уилсън, е показана на събитие, озаглавено ArtRave на 10 ноември 2013 г. Освен това двете си сътрудничат по проекти в подкрепа на Института „Марина Абрамович“, включително участието на Гага във видеоклипа „Методът на Абрамович“ и непрекъснатото четене на научнофантастичния роман на Станислав Лем „Соларис“.
Също през този месец Джей Зи показва произведение, вдъхновено от Абрамович, в Галерия „Пейс“ в Ню Йорк. Той изпълнява своето вдъхновено от изкуството парче Picasso Baby в продължение на шест поредни часа. По време на изпълнението Абрамович и няколко фигури от света на изкуството са поканени да танцуват с него, застанали лице в лице. По-късно кадрите са превърнати в музикален видеоклип. Тя позволява на изпълнителя да адаптира „Художникът присъства“, при условие че той направи дарение на нейния институт. Абрамович заявява, че Джей Зи не е изпълнил сделката, описвайки изпълнението като „еднопосочна сделка“. Въпреки това две години по-късно през 2015 г тя се извинява публично, заявявайки, че никога не е била информирана за значителното дарение на Джей Зи.

## Противоречия
Абрамович предизвиква полемика през август 2016 г., когато са публикувани пасажи от ранна чернова на нейните мемоари, в които, въз основа на бележки от нейната първоначална среща с австралийските аборигени през 1979 г, тя ги сравнява с динозаври и отбелязва, че „те имат големи торсове (само един лош резултатът от срещата им със западната цивилизация е диетата с високо съдържание на захар, която подува телата им) и подобни на пръчици крака“. Тя отговаря на спора във Фейсбук с: „Изпитвам голямо уважение към аборигените, на които дължа всичко“.
Сред част от имейли, изтекли от Джон Подеста и публикувани от УикиЛийкс в навечерието на президентските избори в САЩ през 2016 г., е съобщение от Абрамович до брата на Подеста, обсъждащо покана за духовно готвене, което е изтълкувано от теоретика на конспирацията Алекс Джоунс като покана за сатанински ритуал и е представено от него и други като доказателство, че кандидатката на Демократическата партия Хилъри Клинтън е имала връзки с окултизма. В Reddit Въпроси и отговори от 2013 г., в отговор на въпрос за окултното в съвременното изкуство, Абрамович казва: „Всичко зависи от контекста, в който правите това, което правите. Ако правите окултната магия в контекста на изкуството или в галерия, тогава това е изкуството. Ако го правите в различен контекст, в духовни кръгове или частна къща или в телевизионни предавания, това не е изкуство. Намерението, контекстът за това, което е направено, и къде е направено определя какво изкуство е или не".
На 10 април 2020 г. Майкрософт пуска промоционален видеоклип за HoloLens 2, в който участва Абрамович. Въпреки това, поради обвинения от десни теоретици на конспирацията, че тя има връзки със сатанизма, Майкрософт в крайна сметка изтегля рекламата. Абрамович отговаря на критиките, като призова хората да спрат да я тормозят, твърдейки, че нейните пърформанси са просто изкуството, с което се занимавала 50 години от живота си.

## Личен живот
От 1971 до 1976 г. е омъжена за сръбския художник Неша Парипович. От 1976 г. до 1988 г. има връзка с немския художник Улай. Прави три аборта през целия си живот и казва, че да има деца би било катастрофа за нейната работа.
Твърди, че се чувства нито като сръбкиня, нито като черногорка, а като бивша югославка. „Когато хората ме питат откъде съм“, казва тя, „никога не казвам Сърбия. Винаги казвам, че идвам от страна, която вече не съществува“.
Скулпторът Никола Пешич твърди, че тя през целия си живот е имала интерес към езотеризма и спиритуализма (да не се бърка със сатанизма).
Сериозната белодробна емболия, която почти я убива през пролетта на 2023 г., принуждавайки я да претърпи множество операции, кръвопреливания и болка, ѝ попречва да лети, принуждавайки я да стигне до Лондон с кораб от Ню Йорк, за да присъства на ретроспективната изложба, която ѝ е посветена. Тя започва в Лондон през октомври и ще продължи в Амстердам, Цюрих, Тел Авив и Виена до 2026 г.

## Награди
- Златен лъв, 47-о Биенале на Венеция, 1997 г.[133]
- Niedersächsischer Kunstpreis, 2002 г.[134]
- Нюйоркски награди за танц и изпълнение (The Bessies), 2002 г.[134]
- Награда за най-добро шоу в търговска галерия на Международната асоциация на критиците на изкуството, 2003 г.
- Австрийска награда за наука и изкуство, 2008 г.[135]
- Почетен доктор на изкуствата, Плимутски университет , Обединеното кралство, 25 септември 2009 г.[136]
- Почетен кралски академик, Кралска академия на изкуствата, Обединено кралство, 27 септември 2011 г.[137]
- Награда за културно лидерство, Американска федерация на изкуствата, 26 октомври 2011 г.[138]
- Почетен доктор на изкуствата, Висш художествен институт, Куба, 14 май 2012 г.[139]
- Награди за цялостен принос, Подгорица, Черна гора, 1 октомври 2012 г.[138]
- Наградата на братя Карич (категория „Изкуство и култура“), 2012 г.
- Берлинска мечка (B.Z.-Kulturpreis), 2012 г. – културна награда на немския таблоид BZ (да не се бърка със Сребърна и Златна мечка на Берлинския филмов фестивал)
- Златен медал за заслуги, Република Сърбия, 2021 г.[140]
- Награда на принцесата на Астурия в категория „Изкуства“, 2021 г.[141]
- Награда „Леони Сонинг“, 2023 г.[142]